# 자연과환경
주식회사 자연과환경은 충청남도 공주시에 본사를 둔 자연 생태 복원 기업이다.

## 사건 사고

### 주가조작 사건
2017년 쓰리디엔터가 회사를 상대로 투자조합과 금융다단계 조직 이용 사기 및 유사수신 결합, 적대적 M&A(인수합병) 외관을 꾸며 조가조작에 나섰고 이에 회사가 자본시장과 금융투자업에 관한 법률 176조(시세조종행위 금지) 및 178조(부정거래행위 등의 금지) 위반 혐의로 쓰리디엔터를 고소하여 검찰이 3명을 구속기소, 11명을 불구속 기소했다.